# Nakatsu Mari
Nakatsu Mari (中津 真莉), khai sinh là Nakatsu Mariko (中津 真莉子), sinh ngày 8 tháng 7 năm 1983 là một nữ diễn viên và diễn viên lồng tiếng Nhật Bản đến từ tỉnh Osaka. Cô được liên kết với Sun Music Production.
Vào ngày 8 tháng 8 năm 2014, cô đổi tên nghệ danh của mình từ Nakatsu Mariko, cũng là tên thật của cô thành Nakatsu Mari.